# هیوندای پکن
هیوندای پکن (انگلیسی: Beijing Hyundai) شرکت خودروسازی چینی است، که در سال ۲۰۰۲ توسط شرکت هیوندای موتور تأسیس شد.

## تولیدات
- هیوندای سلستا
- هیوندای کاستو
- هیوندای الانترا
- هیوندای کونا
- هیوندای کریتا
- هیوندای لافستا
- هیوندای رینا
- هیوندای میسترا
- هیوندای سانتافه
- هیوندای سوناتا
- هیوندای توسان
- هیوندای ورنا
- هیوندای اکسنت
- هیوندای النترا ایکس‌دی
- هیوندای سانتافه دی‌ام
- هیوندای سوناتا ئی‌اف
- هیوندای سوناتا ان‌اف
- هیوندای سوناتا وای‌اف
- هیوندای سوناتا ال‌اف
- هیوندای پالیسید
- هیوندای آزرا
- هیوندای کوپه
- هیوندای ایکوئس
- هیوندای اچ-۱
- هیوندای وراکروز